# Максиміліан Веррі делла Бозія
Граф Максиміліан Веррі делла Бозія, знаний фон Кюльберг (нім. Maximilian Graf Verri della Bosia, genannt von Külberg; 20 квітня 1824, Мюнхен — 7 листопада 1909, Мюнхен) — німецький воєначальник, генерал піхоти Баварської армії.

## Біографія
Сім'я Веррі делла Бозія була старовинним п'ємонтським дворянським родом, який влаштувався в Баварії разом з Йозефом Асканом, графом Веррі делла Бозія (1756–1828). Максиміліаннародився в сім'ї баварського генерал-майора графа Карла Веррі делла Бозія та його дружини Фрідеріки, уродженої Йордіс. Він закінчив Баварський кадетський корпус і став другим лейтенантом 1843 року, першим лейтенантом 1848 року, полковим ад'ютантом 1849 року, гауптманом 1853 року й 1856 року — першим ад'ютантом командувача 1-ї баварської дивізії принца Луїтпольда. У званні майора (з 1866 року) брав участь у війні проти Пруссії. У 1868 році він був переведений до Генеральної інспекції армії. У 1869 році став оберстлейтенантом та комендантом Військової школи. В 1870 році став комендантом Військової академії. Після участі у Французько-прусській війні став начальником Генерального штабу 2-го армійського корпусу у 1871 році, генерал-майором та командиром бригади у 1875 році і генерал-лейтенантом у 1883 році. З 1883 по травень 1888 року — начальник Генерального штабу армії. У 1888 році призначений генерал-капітаном лейб-гвардії. В 1889 році підвищений до генерала піхоти.

## Сім'я
27 жовтня 1856 року одружився з Флорентіною Рудгарт, дочкою баварського державного радника Ігнаца фон Рудгарта.

## Нагороди
- Орден Святого Губерта